# Mentuhotepi
Mentuhotepi (manchmal auch Mentuhotep VII.) war ein altägyptischer König der Zweiten Zwischenzeit, dessen Einordnung unsicher ist. Er wird entweder in die 16. oder 17. Dynastie gesetzt. Nach dem Turiner Königspapyrus regierte er ein Jahr.

## Belege
Mentuhotepi trug den Thronnamen Seanch-en-Re und ist bisher nur von wenigen Objekten bekannt. Es handelt sich um ein Paar von Sphingen aus Edfu und eine Stele aus Karnak. Ein Skarabäus ist unsicher in der Zuordnung. Sein Thronname erscheint vielleicht auch im Turiner Königspapyrus und in der Königsliste von Karnak.
Auf der Stele wird auch ein Königssohn Montuser genannt. Da zu dieser Zeit Königssohn auch als Titel von Leuten, die nicht königlicher Abstammung waren, getragen wurde, bleibt es unsicher, ob es sich um einen leiblichen Sohn des Herrschers handelt.